# Electronic Transactions on Numerical Analysis
Electronic Transactions on Numerical Analysis is een internationaal, aan collegiale toetsing onderworpen wetenschappelijk tijdschrift op het gebied van de toegepaste wiskunde.
De naam wordt in literatuurverwijzingen meestal afgekort tot Electron. Trans. Numer. Anal.
Het wordt sinds 1993 uitgegeven door de Kent State University.